# George Morrow
George Morrow (Detroit, 30 gennaio 1934 – San Mateo, 7 maggio 2003) è stato un informatico statunitense.
È stato un membro dell'Homebrew Computer Club ed uno dei primi ad utilizzare e standardizzare il bus S-100 sul quale basò i microcomputer che produssero le diverse aziende da lui fondate, tra cui Morrow Designs e Thinker Toys. I computer progettati da Morrow usavano il sistema operativo CP/M di Digital Research.

## Biografia
George Morrow nacque a Detroit il 30 gennaio 1934. All'età di 28 anni si laureò in fisica presso la Stanford University e poi conseguì il master universitario in matematica all'Università dell'Oklahoma. Infine conseguì il dottorato in matematica all'Università della California - Berkeley. Mentre frequentava quest'ultima università, iniziò a lavorare come programmatore nel laboratorio di computer e poi, all'uscita dell'Altair 8800 iniziò a frequentare l'Homebrew Computer Club.
Durante gli anni settanta del ventesimo secolo decise di fondare la Microstuf per vendere schede di espansione ed accessori per i primi microcomputer dell'epoca. Successivamente cambiò il nome della sua società prima in Thinker Toys e poi in Morrow Designs, continuando a produrre componenti per computer.
Grazie al successo dell'Altair 8800, il bus di sistema S-100 si diffuse come standard e tutti i microcomputer lo adottarono. George Morrow lo adottò come standard per le sue schede di espansione e, grazie alle vendite dei suoi prodotti, contribuì alla sua diffusione ed affermazione. I computer che vendeva assemblati erano basati su questo bus ed utilizzavano il sistema operativo CP/M, il più diffuso all'epoca.
Quando Adam Osborne presentò l'Osborne 1, Morrow produsse un computer dalle caratteristiche simili ma con una dotazione di software più ricca.
Nel 1981 IBM introdusse il suo PC e molte società che avevano basato i propri computer sul CP/M entrarono in crisi. Morrow dovette anch'egli adattarsi al nuovo standard, producendo dei compatibili come il Morrow Pivot II del 1985. Ma la proliferazione dei cloni del PC IBM prodotti da grosse industrie tolsero quote di mercato a quelle più piccole e Morrow Designs chiuse per bancarotta nel 1986.
Ritirato dal mondo dei computer, si dedicò alla collezione di dischi in vinile degli anni venti e trenta, prevalentemente jazz, arrivando a possederne 70.000. Egli si dedicò ad un delicato lavoro di rimasterizzazione digitale pubblicando poi le raccolte dei brani recuperati con la sua etichetta The Old Masters.
Morrow morì nel 2003 a causa di una grave forma di anemia aplastica, che lo aveva colpito negli ultimi anni della sua vita.